# Glympis brunneigrisea
Glympis brunneigrisea là một loài bướm đêm trong họ Erebidae.